# Automaidan

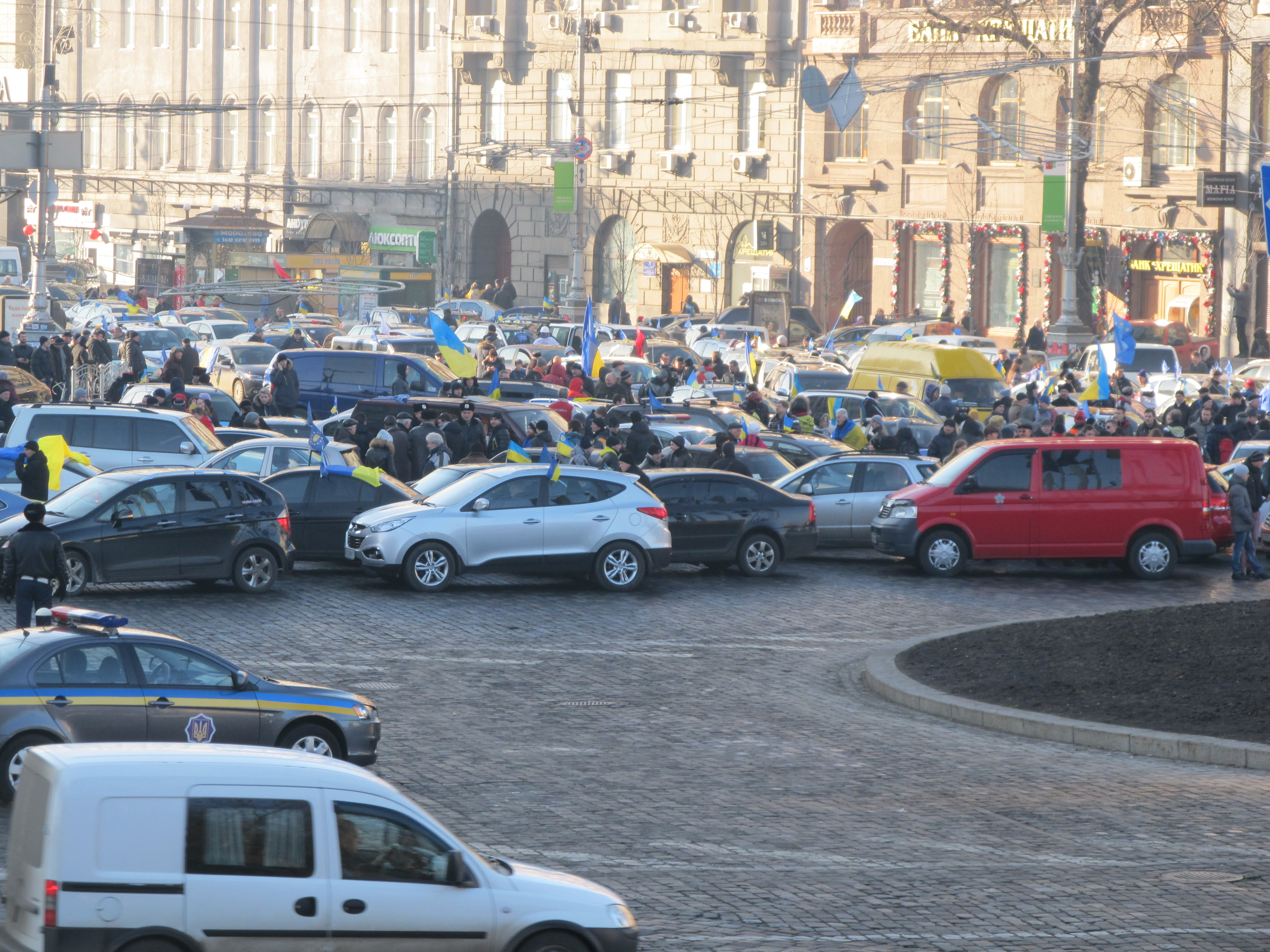
Automaidan la Kiev

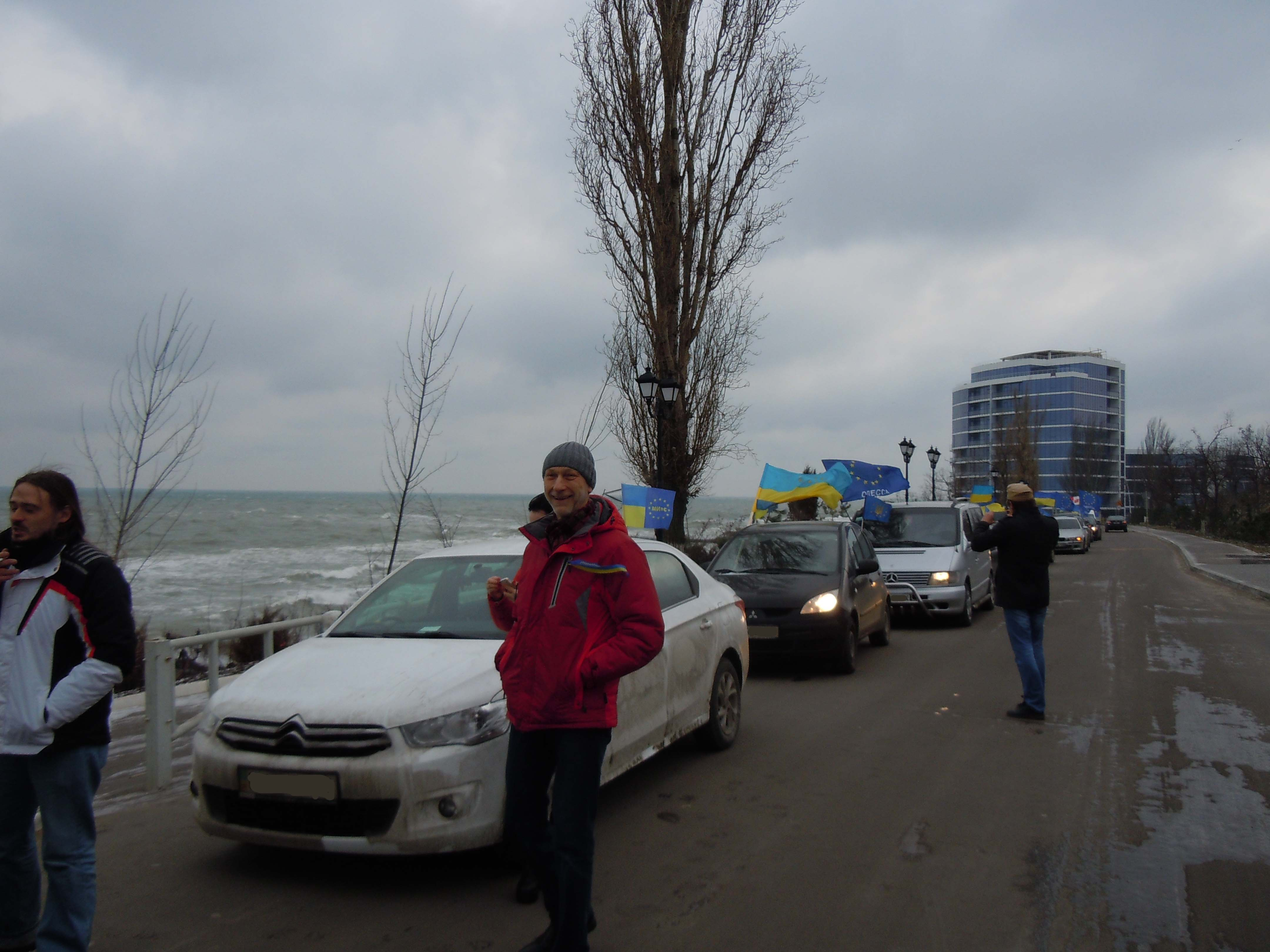
O coloană de activiști Automaidan din Odesa

Avtomaidan (în ucraineană Автомайда́н) era unitatea mobilă a mișcării Euromaidan, care consta dintr-un grup de convoaie independente de șoferi. Aceștia au îndeplinit sarcini extrateritoriale de rezistență pașnică față de autorități: patrularea străzilor, blocarea clădirilor administrative și a apartamentelor membrilor regimului, escortarea și evacuarea activiștilor. A fost creată de facto la 30 noiembrie 2013.

## Apariția
Semne de autoprotestare civilă, care s-au transformat într-o autorezistență sistematică și o subcultură holistică în timpul Revoluției ucrainene din 2013-2014, au apărut în prima zi după dispersarea Euromaidanului în noaptea de 30 noiembrie. La Kiev, grupuri de șoferi s-au adunat spontan în centrul orașului pentru a claxona in semn de protest împotriva represiunii brutale de către autorități la un miting pașnic pe Maidan aseară, iar în jurul orei 12:00 pe 30 noiembrie, un grup de cinci mașini s-au alăturat blocadei a 20-30 de activiști ai străzii Hreshciatik la intersecția cu strada Institutska. Încercările poliției rutiere de a-i forța să părăsească intersecția au fost oprite de activiștii care au coborât de la un miting în Piața Mykhailivska.

## Răspândire
În decembrie 2013, filiale Automaidan au apărut într-un număr de orașe ucrainene, inclusiv in Kiev, Donețk, Luțk, Liov , Odesa , Ujhorod, Harkov, Herson, Hmelnițki, Cerkasi și alții.
Cele mai rezonante acțiuni: blocarea traficului, un miting la reședința președintelui Ucrainei Viktor Ianukovici la Mejihiria, urmărirea și neutralizarea unui element criminal care a cooperat cu autoritățile (vânătoare de titușki), evacuarea activiștilor Euromaidan răniți din confruntare și din spitale amenințate cu raiduri ale echipelor morții din poliție.
Eficacitatea acțiunilor Automaidan a forțat regimul Ianukovici să recurgă la represiuni dure, dar uneori anecdotice. În special, majoritatea Pro-guvernamentală a Radei Supreme a adoptat pe 16 ianuarie 2014, un pachet de legi care interzicea circulația a peste 5 mașini în coloană pe șosele. Ca răspuns, autocolantele au început să apară masiv pe bara de protecție din spate și pe geamul mașinilor: "Nu mă urmați - sunt al cincilea!».

## Acțiuni
- excursie la Mejihiria
- pichetare de case, propietăți și alte obiecte ale functionarilor, politicienilor pro-guvernamentali, figurilor și oligarhilor din Kiev și din regiuni ( Andrii Kliuiev [12], Viktor Pshonka [13], Viktor Medvedciuk [14], Mikola Azarov [15], Vitalii Zaharcienko [16], Dmitro Tabacinik [17], Boris Klimciuk, deputați din Partidul Regiunilor și alți oficiali ai Volyn [18] [19], familia lui Oleg Sal [20], Rinat Akhmetov [21], unul dintre cei ofițeri ai unității speciale Berkut, Yevhen Antonov [22] etc.).
- efectuează patrule la Kiev în mod regulat. Noaptea, cel puțin 10 mașini patrulează în oraș. Sunt până la 200 de mașini.

## Activiști

### Kiev
- Oleksii Gritsenko - Director adjunct al companiei IT, fiul politicianului Anatoliy Hrytsenko ,
- Serhii Hadjinov - Director general al unei reprezentanțe a unei companii străine producătoare de produse chimice industriale.
- Serhii Koba - La 23 ianuarie 2014 a fost raportat plecarea sa din Ucraina din cauza amenințării cu arestare [23] ,
- Dmitri Bulatov - om de afaceri, „vocea” lui Avtomaidan, a dispărut pe 22 ianuarie 2014 [24] [25] și a fost găsit la 30 ianuarie 2014 în satul Vyshenky, raionul Boryspil, după bătăi și torturi [26] . Pe 2 februarie 2014 a fost trimis pentru tratament la una dintre clinicile din Lituania [27] ,
- Iaroslav Gonchar - Vicepreședinte al Comitetului Public Anticorupție Tatiana Chornovol . De la sfârșitul anului 2013 a participat, iar după răpirea lui Dmytro Bulatov a organizat mitinguri Avtomaydan.
- Oleksandr Kravtsov - Activist al inițiativei Yeast. 23 ianuarie 2014 , împreună cu alți activiști, a fost bătut și reținut de Berkut. După o lună de arest preventiv, a fost eliberat în arest la domiciliu, iar ulterior acuzațiile au fost retrase.  [28]
- Serhii Poiarkov - artist ucrainean și comentator politic.
- Roman Maselko este avocat, membru al Baroului Grupului Consultativ Consultativ, expert al Grupului Judiciar al Pachetului de Reforme pentru Resuscitare .

### Kirovograd
- Victor Cimilenko - fermier, activist Euromaidan. Ucis de un lunetist pe 20 februarie 2014 pe strada Institutska din Kiev. Erou al „Sutei Cerești”.

### Simferopol
- Sentsov Oleg Ghennadievici - Regizor de film ucrainean, scenarist și scriitor, activist public . Director general al companiei de film Krain Kinema . Câștigător al Premiului Shevchenko. Deținut politic în Federația Rusă .

## După Maidan
După răsturnarea lui Ianukovici, Automaidanul din Kiev a fost împărțit în trei organizații:
1. Asociația integrală ucraineană „Automaidan” - membrii consiliului de administrație al organizației - Oleksii Hritsenko, Serhii Hadjinov, Katerina Butko, Ihor Vasiliv, Marina Honoshilina, Vitalii Umanets.
2. Kiev Automaidan cu coordonatorii Katerina Kuvita și Dmitro Karp;
3. Automaydan Hromada cu coordonatorul Vasil Futin;

Automaidan din Volyn a fost, de asemenea, împărțită în două părți - „Automaidan Lutsk” și „Automaidan Volyn”, acesta din urmă a devenit mai politic  .
Organizația publică „Asociația integrală ucraineană” Automaidan „cu principalele sale sarcini identificate:
1. Lupta împotriva corupției;
2. Controlul public asupra activității guvernului;
3. Inițializarea societății civile în Ucraina.

Potrivit propriei declarații, Automaidan - este o organizație exclusiv publică, fără ambiții politice.
Organul executiv principal este consiliul organizației. Membrii consiliului de administrație al Avtomaidan sunt:
1. Oleksii Gritsenko - seful ONG-ului
2. Serhii Hadjinov
3. Katerina Butko
4. Igor Vasiliv - președintele filialei Ternopil a VO „Automaidan”
5. Marina Gonoshilina
6. Vitalii Umanets

Există și o altă organizație la Kiev - Automaidan Kiev, care este formata din foști activiști Automaidan. Biroul „Automaidan Kiev” este situat pe: st. Lavra 6. Coordonatori ONG: Katerina Kuvita și Dmitro Karp.